# Episinus longabdomenus
Episinus longabdomenus är en spindelart som beskrevs av Zhu 1998. Episinus longabdomenus ingår i släktet Episinus, och familjen klotspindlar. Inga underarter finns listade i Catalogue of Life.